# 타지마 요시후미
타지마 요시후미(Yoshifumi Tajima, 1918년 8월 4일 ~ 2009년 9월 10일)는 일본의 배우이다.
고베시에서 태어났다.

## 영화
- 신칸센 대폭파 (1975년)
- 고질라 11 - 리벤지 (1969년)
- 고질라 10 (1968년)
- 킹콩의 역습 (1967년)
- 흐트러진 구름 (1967년)
- 프랑켄슈타인의 괴물: 산다 대 가이라 (1966년)
- 프랑켄슈타인 대 바라곤 (1965년)
- 고질라 7 - 고질라 대 몬스터 제로 (1965년)
- 다고라, 우주 괴물 (1964년)
- 고질라 6 - 머리 셋 괴물 기드라 (1964년)
- 고질라 5 - 모수라 대 고질라 (1964년)
- 해저군함 (1963년)
- 천국과 지옥 (1963년)
- 추신구라 - 47로닌 (1962년)
- 바란 (1962년)
- 모스라 (1962년)
- 고질라 4 - 킹콩 대 고질라 (1962년)
- 나쁜 놈일 수록 잘 잔다 (1960년)
- 하늘의 괴수 라돈 (1956년)